# Rhopus bicolor
Rhopus bicolor är en stekelart som beskrevs av John S. Noyes och Hayat 1994. Rhopus bicolor ingår i släktet Rhopus och familjen sköldlussteklar.
Artens utbredningsområde är Thailand. Inga underarter finns listade i Catalogue of Life.